# Zdeněk Lukeš
Zdeněk Lukeš (* 2. března 1954 Praha) je český architekt, historik architektury, odborný publicista a vysokoškolský pedagog. Je autorem a spoluautorem mnoha článků a knih, přednášek, kritických prací i učebních textů. Od začátku 90. let 20. století působí na Pražském hradě. V rámci expertní činnosti podpořil odstranění budovy Transgas, nové budovy Hlavního nádraží, obě ve stylu brutalismu, a dalších staveb po Praze. 

## Životopis
Pochází z výtvarnické rodiny. Jeho rodiči byli akademičtí sochaři Vladimír Kýn (1923–2004) a Jaroslava Lukešová (1920–2007). Je ženatý s akademickou malířkou a restaurátorkou Janou rozenou Frömlovou (* 1959). Má děti Jana (* 1981), Veroniku (* 1984) a Petra (* 1989). Dědečkem Zdeňka Lukeše byl český a československý politik Josef Lukeš (1870–1956), jeho babičkou byla Klára Staňková. Jeho strýcem byl prof. JUDr. Zdeněk Lukeš. Jeho bratrancem je český historik (od 70. let 20. století žijící v Americe) prof. Igor Lukeš (* 1950)
Absolvoval Fakultu architektury ČVUT. Po promoci v roce 1980 a prezenční vojenské službě nastoupil do Národního technického muzea, kde pracoval v archivu architektury až do roku 1990. Specializoval se zde především na architekturu 20. století (zejména pražská secesní a kubistická architektura, avantgardní meziválečná architektura, problematika ochrany moderních památek). Během Sametové revoluce se účastnil práce Koordinačního centra Občanského fóra v Laterně magice. V roce 1990 nastoupil na Pražský hrad, kde se stal členem kulturní sekce, následně památkového odboru. Podílel se na projektu revitalizace Pražského hradu v éře prezidenta Václava Havla.
V letech 1995–1997 působil jako odborný asistent na UMPRUM. V letech 2000–2005 vyučoval na Fakultě architektury Technické univerzity v Liberci, během let 2000 až 2003 zastával funkci děkana této fakulty. Od roku 2005 učí na University of New York in Prague.
Pro veřejnost nepravidelně pořádá vzdělávací tzv. Psí vycházky za architekturou. Pozvánky na ně zveřejňuje ve vlastní sekci Architektura na webových stránkách Neviditelný pes. Psí vycházky se dočkaly i pěti knižních vydání.
Od září 2009 pravidelně publikuje články o architektuře v sobotní příloze Lidových novin Orientace.
Lukeš je držitelem státního vyznamenání Medaile za zásluhy, které mu v roce 2014 udělil slovinský prezident Borut Pahor.
Na webových stránkách hnutí ANO 2011 byl uveden jako jeho podporovatel v sekci "Podporují nás". Přitom pouze podpořil Elišku Kaplický Fuchsovou v rámci komunálních voleb v Praze v roce 2014. Později jeho jméno ze seznamu zmizelo.

## Autor a spoluautor výstav a akcí

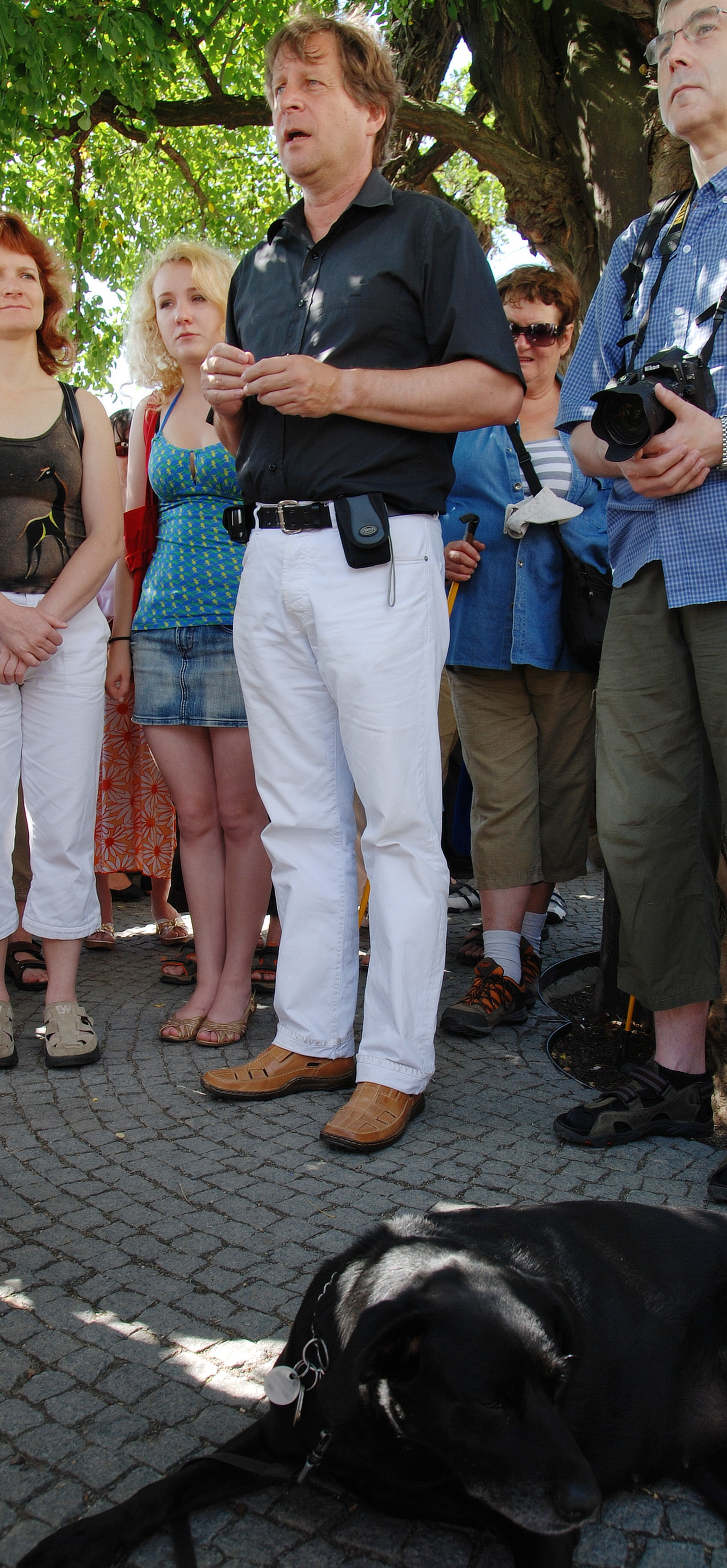
Zdeněk Lukeš během jedné ze svých psích vycházek za architekturou

- Projekty z archívů (s B. Fragnerem, Muzeum Roztoky, 1986)
- Architekt Jaroslav Fragner (s B. Fragnerem, Galerie J. Fragnera 1988)
- Objekt, socha, instalace (s M. Juříkovou a J. Slabou, NTM 1989)
- Žižkovské dvorky (s M. Juříkovou a I. Raimanovou; akce zakázána 1989)
- Asanace v asanaci (se Společností Praha, OF Praha 9, Státním divadlem Liberec; provedení Havlovy hry přímo v asanované části Vysočan, 1990)
- Josip Plečnik – Architektura pro novou demokracii (s D. Prelovšekem, T. Valenou a M. Řepou, Pražský hrad 1996, dále Ljubljana, New York, Paris, Barcelona, Haifa, Warszawa, *Budapest, Bruxelles ad.)
- 10 století architektury – architektura XX. století (Pražský hrad, 2001; s J. Pleskotem)
- Stálá expozice dějin Pražského hradu (s kol., Pražský hrad, od 2004)
- Splátka dluhu (Galerie J. Fragnera, 2002, dále Ostrava, Regensburg, Berlin, München, Wien, Rotterdam, Stockholm, Tel Aviv)
- Architekt Emil Králíček (Galerie J. Fragnera, 2004/5, dále Darmstadt, München, Berlin, Wien, Rotterdam)
- Český architektonický kubismus (s D. Mertou, Galerie J. Fragnera 2008, dále Paris, New York, Luxemburg, Tokio, Madrid, Wien, Berlin, München, Hradec nad Moravicí, Washington, Riga, Bruxelles, Gent, Dresden, Košice, Zagreb)
- Pražský funkcionalismus (s D. Mertou a P. Kratochvílem, Galerie J. Fragnera 2012, dále Madrid, Riga, Tel Aviv, Bratislava, Haarlem, Eidhoven, München, Regensburg, Ljubljana)

## Publikace – knihy, katalogy (výběr)
- Praha 7 – 100 let moderní architektury 1885–1985 (s J. Svobodou, ONV 7 a NTM, 1985)
- Prague Castle Revitalisation Project (s J. Mrázem, SPH, 1991)
- Josip Plečnik – zahrady Pražského hradu (foto Pavel Štecha, 1993)
- Pražské vily (Zlatý řez, 1996)
- Stavební umění – Kubismus (s W. Tegethofem ad., Hypobank, 1994)
- Kubistická architektura v Praze (s kol., 1995, též něm. verze)
- Pražský hrad za T.G. Masaryka (s J. Kovtunem, 1995)
- Josip Plečnik – průvodce po architektuře, 1996)
- J. Plečnik – Architekt Pražského hradu (ed. s D. Prelovškem, T. Valenou ad., též angl. verze, 1997)
- Praha 1891–1914 (s J. Svobodou, 1997)
- Praha – průvodce 19. a 20. stoletím (foto J. Šourek, 1997, šest jazyk. mutací)
- 10 století architektury – Architektura XX. století (2001, též angl. verze)
- Splátka dluhu. Práce německy hovořících architektů v Praze 1900–1939 (i něm. verze, Fraktály, 2002)
- Fragmenty Pražského hradu: Okna, Dveře, Zdi (s E. Fučíkovou a P. Chotěborem, foto P. Štecha, SPH 2002, i angl. verze)
- Židovské město pražské (s E. Oriánem, K. Bečkovou, A. Paříkem, Belle Epoque, 2004)
- Architekt Emil Králíček (s V. Hnídkovou, foto E. Havlová, GJF, 2004)
- V. Karfík: Building No. 21 (s P. Všetečkou, foto I. Němec, město Zlín, 2004)
- 100 staveb. Architektura Středočeského kraje (s Š. Koukalovou a J. Junkem, foto E. Havlová, Titanic 2006)
- Kaleidoskop tvarů. Architektura Pardubického kraje (s P. Panochem, foto Š. Bartoš, Hélios 2006)
- Ve víru modernosti. Architektura Královéhradeckého kraje (s P. Panochem, foto Š. Bartoš, Hélios 2008)
- Český architektonický kubismus (GJF, 2008)
- Praha 3 – urbanismus, architektura (s J. Sedlákem, MČ Praha 3, 2009)
- Praha 3 – moderní architektura (Radnice P3, foto K. Cudlín, 2010)
- Architekt Josef Gočár (s P. Panochem, D. Karasovou, J. T. Kotalíkem; Titanic, 2010)
- Prague Functionalism/Der Prager Funktionalismus (GJF, 2012)
- Jože Plečnik – Průvodce po stavbách v České republice (i německá a anglická verze; Foibos, 2012)
- Stavby a architekti pohledem Zdeňka Lukeše (Nakladatelství lidové noviny, 2013)
- Psí vycházky 1–5 (Nakladatelství Lidové noviny, 2013, 2014, 2015, 2016)
- Praha moderní I–III. Průvodce po architektuře 1900–1950 (Paseka, 2012, 2013, 2014)
- Praha moderní IV. Průvodce po architektuře 1950–2000 (spolu s Petrem Kratochvílem, Paseka, 2015)

## Stati ve sbornících, slovnících a katalozích výstav (výběr)
Dějiny českého umění – XX. století, Česká secese, Český kubismus, Český expresionismus, Architekt F. Zelenka, Nový slovník výtvarných umělců, Co daly naše země Evropě a lidstvu, Důvěrný prostor – Nová dálka, Tschechische Kunst 1884–1914, Prague Art Nouveau, Kubistická Praha, Česká architektura 1945–95, Mezery v historii 1890–1938, Zahrady Pražského hradu, Staletá Praha, Cesta na jih, Dějiny českého výtvarného umění, Österreichische Osthefte, František Bílek, série sborníků o ohrožených stavbách CORA ad.

## Periodika, média
Cca 1500 odborných statí v novinách a časopisech (Lidové noviny, MF Dnes, Prostor, Abitare, Der Standard, Monuments Historique, Japan Space Architecture, Architecture and Society, Umění, Umění a řemesla, Dějiny a současnost, Architekt, Technický magazín, Revolver Revue, Kritická příloha RR, Respekt, Domov, Ateliér, UNIjazz, Vesmír, Reflex, Týden, Projekt, Literární noviny, Architektura ČSR ad). Spolupráce s Českou televizí, Českým rozhlasem, BBC, internetovým týdeníkem Neviditelný pes (rubrika Architektura od 1998)

## Přednášky
Cooper Union, New York, N. Y., Palais Sully, Paris, RIBA, London atd.

## Členství v poradních orgánech a spolcích
Rada Pražského hradu (1990–92), Rada Obce architektů (1991–92), Rada České filharmonie (1994–95), Rada Národního muzea (2000–2001), Rada Uměleckoprůmyslového muzea (od 2009), Poradní sbor pro architekturu, památky a urbanismus primátora hl. m. Prahy (1998–2001, předseda), vědecká rada Technické univerzity Liberec (2000–2010). Člen SVU Mánes (1993–95 člen výboru), zakládající člen Centra pro obnovu a restaurování architektury (CORA).